# برد آواکیان
بردلی پل "برد" آواکیان (انگلیسی: Bradley Paul "Brad" Avakian؛ زادهٔ ۴ فوریهٔ ۱۹۶۱) یک سیاست‌مدار ارمنی‌تبار اهل ایالات متحده آمریکا است.